# Стекольников, Илья Самуилович
Илья́ Самуи́лович Стеко́льников (1905 — 1969) — советский физик, доктор технических наук, профессор Энергетического института им. Г. М. Кржижановского, заведующий лабораторией высоковольтного разряда в ЭНИАН имени Г. М. Кржижановского, первооткрыватель лидера длинной искры, разработчик первого советского осциллографа для быстрых процессов.

## Биография
Родился в 1905 году.
В 1922 году окончил среднюю школу.
В 1926  году окончил  Московское высшее техническое училище.
В 1926  году им была защищена аспирантская диссертация.
В 1935  году им была защищена докторская диссертация на соискание степени доктора технических наук.
С 1936 по 1938 год  Стекольниковым были развернуты исследования по широкому изучению явлений молнии, знание которых имеет решающее значение в деле определения правильных путей борьбы с атмосферными разрядами и защиты от них сооружений и электротехнических установок. За выдающиеся работы в области изучения явлений молнии   Стекольникова был награжден премией в размере трех тысяч рублей.
Стекольников прошёл стажировку в Англии и в Германии. Объектом исследований Стекольникова стало изучение длинной искры. Освоил технику эксперимента, Стекольников впервые обнаружил  канал длинной искры в лабораторных условиях. Назвал этот канал следом за каналом молнии лидером длинной искры.
В 1948 году был удостоен Сталинской премии за выдающиеся изобретения и коренные усовершенствования методов производственной работы за создание катодно-осциллографической установки, имеющей важное значение для ряда областей физики и техники.
Возглавлял комиссию  по составлению правил грозозащиты промышленных сооружений и зданий.
Стекольников имеет большое количество печатных научных трудов и ряд докладов представленных им на мировые конференции.
Был женат, жена ― Надежда Ивановна Стекольникова (1918—1990) секретарь-референт ВОКС (Всесоюзное общество культурной связи с заграницей).
Умер в 1969 году похоронен в Москве на Новодевичьем кладбище. Там же была похоронена позднее и его жена.

### Книги
- Современные методы измерения перенапряжений в высоковольтных сетях : Доклад инж. И. С. Стекольникова / ВЭК. 1-я Всес. конф-ция по электропередаче больших мощностей на большие расстояния токами сверх высоких напряжений. 1931. - [Ленинград] : тип. им. ив. Федорова, [1931]. - 32 с. : ил.; 25х17 см.
- Перенапряжения и борьба с ними. Ч. 1-2 / Инж. И. С. Стекольников ; Гос. электромашиностроит. ин-т им. Я. Ф. Каган-Шабшай. - Москва ; Ленинград : Гос. энергет. изд-во, 1932-1933. - 2 т.; 22 см.
- Катодный осциллограф / И. С. Стекольников. - Москва ; Ленинград : Энергоиздат, 1934 (Л. : тип. "Кр. печатник"). - Обл., 246 с., 2 с. объявл. : ил.; 23х15 см.
- Координация изоляции... / Инж. И. С. Стекольников. - [Ленинград] ; [Москва] : [Гос. энергетич. изд-во], [1934] (Л. : тип. "Кр. печатник"). - 9 с. : ил.; 30х22 см. - (СССР. НИС НКТП. Всесоюзная электротехническая ассоциация; 9. 1934 г.).
- Организация полевых станций... / Инж. И. С. Стекольников, инж. С. В. Слащев. - [Ленинград] ; [Москва] : [Гос. энергетич. изд-во], [1934] (Л. : тип. "Кр. печатник"). - 8 с. : ил.; 30х23 см. - (СССР. НИС НКТП. Всесоюзная электротехническая ассоциация; 15. 1934 г.).
- Проект стандартных волн для испытаний импульсами... / Сост. инж. И. С. Стекольниковым, инж. В. А. Карасевым, инж. А. В. Ефимовым. ВЭИ. Москва ; СССР НИС НКТП. Всес. электротехн. асс-ция. 36. 1934 г. - [Ленинград] ; [Москва] : [Гос. энергетич. изд-во], [1934] (Л. : тип. "Кр. печатник"). - [2] с. : черт.; 30х23 см.
- Основы проектирования грозоупорных систем / И. С. Стекольников, В. В. Яворский. - Москва ; Ленинград : ОНТИ. Глав. ред. энергетич. лит-ры, 1935 (Л. : тип. "Кр. печатник"). - 1 т.; 23х15 см.

1. Ч. 1: Молния и ее влияние на линии передач. - 1935. - Обл., 244, [3] с. : ил.

- Молния / Академия Наук СССР. Энергет. ин-т им. Г. М. Кржижановского. - Москва ; Ленинград : Изд-во Акад. наук СССР, 1940 (Москва). - 328 с. : ил., граф., схем.; 27 см.
- Физика молнии и грозозащита / И. С. Стекольников ; Акад. наук Союза ССР. Энергет. ин-т им. Г. М. Кржижановского. - Москва ; Ленинград : Изд-во Акад. наук СССР, 1943. - 229 с., 1 л. карт. : ил.; 26 см.
- Молния и гром / И. С. Стекольников, д-р техн. наук. - Москва ; Ленинград : Гостехиздат, 1946 (М. : Образцовая тип.). - 40 с. : ил.; 20 см. - (Научно-популярная б-ка).
- Молния и гром / И. С. Стекольников, д-р техн. наук. - [Иркутск] : Иркут. обл. изд-во, 1947 (12-я тип. треста "Полиграфкнига"). - 40 с. : ил.; 19 см. - (Беседы о природе и человеке).
- Молния и гром / И. С. Стекольников. - Москва : Воен. изд-во, 1947. - 48 с. : ил.; 20 см. - (Научно-популярная б-ка солдата и матроса).
- Молния и гром / И. С. Стекольников, д-р техн. наук проф. - Москва ; Ленинград : Гостехиздат, 1947 (М. : Образцовая тип.). - 40 с. : ил.; 20 см. - (Научно-популярная б-ка).
- Молния и гром / И. С. Стекольников. - Москва : Воен. изд-во, 1948. - 45 с. : ил.; 20 см. - (Научно-популярная б-ка солдата и матроса; № 13).
- Импульсная осциллография и ее применение / И. С. Стекольников ; Акад. наук СССР. Энергет. ин-т им. Г. М. Кржижановского. - Москва ; Ленинград : Изд. и 2-я тип. Изд-ва Акад. наук СССР в М., 1949. - 200 с., 8 л. ил. : ил.; 23 см.
- Электронный осциллограф / И. С. Стекольников, д-р техн. наук лауреат Сталинской премии. - 2-е изд., совершенно перераб. - Москва ; Ленинград : Изд. и тип. Госэнергоиздата в М., 1949. - 416 с., 1 л. схем. : схем.
- Молния, гроза и грозозащита : Науч.-попул. лекция / Проф. И. С. Стекольников ; Всесоюз. о-во по распространению полит. и науч. знаний. - Москва : [Правда], 1950. - 32 с. : ил.; 22 см.
- Молния и гроза / Проф. И. С. Стекольников. - Москва ; Ленинград : Изд. и ф-ка дет. книги Детгиза в М., 1950. - 80 с. : ил.; 20 см. - (Естественно-научная б-чка школьника. Школьная б-ка. Для семилетней и средней школы).
- Грозозащита промышленных сооружений и зданий / И. С. Стекольников, В. С. Комельков, А. Ф. Богомолов [и др.] ; Под ред. проф. И. С. Стекольникова ; Акад. наук СССР. Энергет. ин-т им. Г. М. Кржижановского. - Москва : Изд-во Акад. наук СССР, 1951. - 203 с., 1 л. карт. : ил., карт.; 23 см.
- Молния и гром / Проф. И. С. Стекольников ; Под ред. акад. А. В. Винтера. - 2-е изд., перераб. - Москва : Воен. изд-во, 1951. - 72 с. : ил.; 20 см. - (Научно-популярная б-ка солдата).
- Электронная осциллография кратковременных процессов. - Москва ; Ленинград : Гос. изд-во техн.-теорет. лит., 1952. - 259 с. : ил.; 20 см. - (Физикио-математическая б-ка инженера).
- Запись кратковременных процессов электронным лучом / Д-р техн. наук И. С. Стекольников. - Москва : Знание, 1953. - 32 с. : ил.; 20 см. - (Серия 3/ Всесоюз. о-во по распространению полит. и науч. знаний; № 24).
- Молния и гром / Проф. И. С. Стекольников ; Под ред. акад. А. В. Винтера. - 3-е изд., перераб. - Москва : Воениздат, 1954. - 96 с. : ил.; 20 см. - (Научно-популярная б-ка солдата и матроса).
- Изучение молнии и грозозащита. - Москва : Изд-во Акад. Наук СССР, 1955. - 159 с., 1 л. карт. : ил.; 20 см. - (Научно-популярная серия/ Акад. наук СССР).
- Грозозащита зданий и сооружений в сельской местности / И. С. Стекольников, В. Н. Борисов, И. Г. Смирнов. - Москва : Изд-во М-ва коммун. хозяйства РСФСР, 1956. - 87 с., 4 л. черт. : ил.; 22 см.
- Уровни изоляции электросистем напряжением свыше 400 кв. / Проф. И. С. Стекольников ; (Энергет. ин-т им. Г. М. Кржижановского АН СССР). - Москва : [б. и.], 1956. - 12 с., 5 л. граф.; 20 см. - (Доклады 5-й сессии 14-16 мая 1956 г./ Акад. наук СССР. Энергет. ин-т им. Г. М. Кржижановского. Комис. по передаче электроэнергии на дальние расстояния).
- Грозозащита зданий и сооружений в сельской местности / И. С. Стекольников, В. Н. Борисов, И. Г. Смирнов. - Москва : Изд-во М-ва коммун. хозяйства РСФСР, 1957. - 87 с., 4 л. черт. : ил.; 22 см.
- Измерение импульсного тока под высоким потенциалом / И. С. Стекольников, А. Я. Инков, А. В. Шкилев. - Москва : [б. и.], 1957 [вып. дан. 1958]. - 19 с. : ил.; 26 см. - (Передовой научно-технический и производственный опыт. Тема 27. Промышленные электрические установки и электрические сети/ Акад. наук СССР. Филиал Всесоюз. ин-та науч. и техн. информации; № Э-57-78/13).
- Вопросы высокоскоростной осциллографии / Науч.-техн. о-во приборостроит. пром-сти. Моск. обл. правл. - [Москва] : Профиздат, 1958. - 40 с. : ил.; 22 см.
- Молния и защита от ее действия / Д-р техн. наук проф. И. С. Стекольников. - Москва : Знание, 1958. - 39 с. : ил.; 22 см. - (Серия 8/ Всесоюз. о-во по распространению полит. и науч. знаний; Вып. 2. № 1).
- Импульсная осциллография на высоковольтных электронно-лучевых трубках / И. С. Стекольников, А. Я. Инков. Генератор сетчатого поля / Р. Г. Британишский, Н. В. Петровский, Б. С. Рынкевич. - Москва : [б. и.], 1959. - 19 с. : ил.; 26 см. - (Передовой научно-технический и производственный опыт. Тема 36. Приборы и электронная аппаратура для измерения радиотехнических величин/ Гос. науч.-техн. ком. Совета Министров РСФСР. Центр. ин-т техн.-экон. информации; № 1-59-140/17).
- Цилиндрические шунты тока / Д-р техн. наук И. С. Стекольников, Г. А. Саркисов. Безынерционный датчик тока / И. В. Гаврилов, П. И. Попов. - Москва : [б. и.], 1959. - 18 с. : черт.; 26 см. - (Передовой научно-технический и производственный опыт. Тема 35. Приборы для измерения электрических и магнитных величин/ Гос. науч.-техн. ком. Совета Министров РСФСР. Центр. ин-т техн.-экон. информации; № П-59-155/19).
- Природа длинной искры / Акад. наук СССР. Энерг. ин-т им. Г. М. Кржижановского. - Москва : Изд-во Акад. наук СССР, 1960. - 272 с. : ил.; 27 см.
- Наука и религия о молнии и громе / Проф. И. С. Стекольников. - Москва : Воениздат, 1961. - 96 с. : ил.; 20 см. - (Научно-популярная б-ка).

### Энциклопедические статьи
- Молния  — в первом издании Большой советской энциклопедии.
- Молния  — во втором издании Большой советской энциклопедии.

### В качестве редактора
- Леонов Р. А. Загадка шаровой молнии / Отв. ред. И. С. Стекольников; Академия наук СССР. — М.: Наука, 1965. — 76 с. — (Научно-популярная серия).